# 죠노우치 카츠야
죠노우치 카츠야(城之内 克也)는 유희왕의 등장인물으로, 한국판 명칭은 조이이다. 성우는 모리카와 토시유키 / 타카하시 히로키 / 강수진

## 소개
무토우 유우기의 친구로, 처음에 보잘것 없는 듀얼 실력을 보여줬으나 어둠의 유우기와 같이 싸워나가며 실력이 급성장하게 된다. 실명 상태였다가 완치된 여동생인 카와이 시즈카가 있으며, 주로 사용하는 카드는 [붉은 눈의 흑룡], 주 사용 덱은 전사+드래곤덱이다.